# Marianne Ny
Inger Marianne Ny, född 3 januari 1953, är en svensk jurist, sedan 2008 överåklagare vid åklagarmyndighetens utvecklingscentrum i Göteborg, bosatt i Bromölla i nordöstra Skåne.
Ny växte upp i Degeberga och gick naturvetenskaplig linje på Österänggymnasiet i Kristianstad, varefter hon studerade juridik. Åren 1985–1989 var hon åklagare i Kristianstad, 1989–1994 i Karlshamn och 1994–1996 i Hässleholm. Hon var 1996–2007 vice chefsåklagare i Malmö och tillträdde 1 februari 2008 tjänsten som vice överåklagare i Göteborg.
Det väckte internationell uppmärksamhet när hon den 1 september 2010 återupptog förundersökningen mot Wikileaks-grundaren Julian Assange, som hade lagts ner av Eva Finné den 25 augusti. Hon lade ned förundersökningen i maj 2017.